# Jean-Paul-Henry Coutagne
Pour les articles homonymes, voir Coutagne.
Henri Paul Jean Coutagne, né le 4 juillet 1846 à Lyon, ville où il est mort dans le 2e arrondissement le 15 novembre 1895, est un médecin et criminologue français.

## Biographie
La famille Coutagne est originaire de Vienne en Isère, où l’aïeul, François Coutagne (1750-1815), est marchand, mais plusieurs de ses membres vivent à Lyon au XIXe siècle. Henri Coutagne a un frère cadet, Georges (1854-1928), et un neveu Aimé (1882-1970).
Il fait ses études médicales à Lyon, interne des hôpitaux en 1866, à Montpellier, Strasbourg et Paris, thèse en 1871. Médecin des hôpitaux de Lyon en 1874, il s’oriente vers la médecine légale et la criminologie, chef de travaux de médecine légale à la faculté de médecine de Lyon, expert auprès des tribunaux.
Henry Coutagne meurt célibataire le 15 novembre 1895. Il est inhumé au cimetière de Loyasse à Lyon.

## Publications
Henry Coutagne publie plus de 37 études de 1870 à 1896, dont à titre d’exemples :
- De l'herpès généralisé fébrile, [thèse], 1871.
- Notes sur la sodomie, H. Georg, 1880.
- Étude sur un cas de suicide par coups de revolver affaire G... de Crest, Association typographique, 1884.
- La Folie au point de vue judiciaire et administratif, leçons faites à la Faculté de droit de Lyon dans l'année 1887-88, A. Storck, 1889
- Trois Semaines en pays scandinaves. Impressions de voyage, Société d'éditions scientifiques, 1890.
- Les Drames musicaux de Richard Wagner et le théâtre de Bayreuth, étude critique, Fischbacher, 1893.
- Deuxième congrès international d'anthropologie criminelle : session de Paris. Du samedi 10 au samedi 17 août 1889 : procès-verbaux sommaires / rédigés sous la direction de M. Magitot, ... par MM. A. Bertillon, Bournet, Coutagne, ... ; Exposition universelle internationale de 1889. Direction générale de l'exploitation ; Ministère du commerce, de l'industrie et des colonies / Paris : Imprimerie nationale, 1889.
- Gaspard Duiffoproucart et les luthiers lyonnais du XVIe siècle : étude historique, accompagnée de pièc̀es justificatives et d'un portrait en héliogravure, Paris : Fischbacher, 1893.
- Précis de médecine légale, Lyon : A.-H. Storck, 1896.
- Deuxième congrès international d'anthropologie criminelle : session de Paris. Du samedi 10 au samedi 17 août 1889 : procès-verbaux sommaires / rédigés sous la direction de M. Magitot, ... par MM. A. Bertillon, Bournet, Coutagne… ; Exposition universelle internationale de 1889. Direction générale de l'exploitation ; Ministère du commerce, de l'industrie et des colonies / Paris : Conservatoire national des arts et métiers, 2011.

Directeur de thèse
- Des empreintes en général et de leur application dans la pratique de la médecine judiciaire / André Frécon ; sous la direction de Jean-Paul Henry Coutagne / Lyon : Impr. A Storck , 1889.
- Des ruptures du diaphragme au point de vue médico-légal / Auguste Frédéric Weydenmeyer ; sous la direction de J.P. Henry Coutagne / Lyon : Impr. A. Storck, 1893.

Traducteur
- Traité de médecine légale / par A.-S. Taylor ; trad. sur la 10e éd. anglaise avec notes et préface par le Dr. J.-P.Henry Coutagne / Paris : Germer Baillière et Cie, 1881.
- Le criminel-type dans quelques formes graves de la criminalité [Texte imprimé] / par Arthur Mac-Donald, ... ; traduit de l'anglais par le Dr Henry Coutagne / 2e édition revue et augmentée d'une bibliographie de sexualité pathologique et criminelle / Lyon : A. Storck, 1894.